# Christian Berger (Jurist)
Christian Berger (* 14. Februar 1960 in Stuttgart) ist ein deutscher Jurist und Professor an der Universität Leipzig.
Nach dem Abitur absolvierte Berger zunächst eine kaufmännische Ausbildung. Anschließend studierte er von 1982 bis 1987 Rechtswissenschaft in Hamburg und Heidelberg. 1990 wurde er an der Universität Bayreuth mit einer Arbeit zu den subjektiven Grenzen der Rechtskraft bei der Prozessstandschaft zum Dr. iur. promoviert. Nach Rechtsreferendariat und Zweiter Juristischer Staatsprüfung wurde Berger 1992 wissenschaftlicher Assistent bei Wolfgang Brehm an der Universität Bayreuth, bei dem er sich 1996 habilitierte (Titel der Habilitationsschrift: „Rechtsgeschäftliche Verfügungsbeschränkungen“).
1997 nahm Berger einen Ruf an die Universität Leipzig an. Dort hat er seitdem den Lehrstuhl für Bürgerliches Recht, Zivilprozessrecht und Urheberrecht inne. Er war bis Oktober 2013 Dekan der Juristenfakultät Leipzig und ist geschäftsführender Direktor des Ernst-Jaeger-Instituts für Unternehmenssanierung und Insolvenzrecht der Universität Leipzig (gegründet am 22. Februar 2009). Zudem ist er Direktor des Instituts für Anwaltsrecht der Universität Leipzig.
Berger war Richter am Oberlandesgericht in Dresden.
Im Jahr 2017 wurde Berger zum Präsidenten des Deutschen Medienschiedsgerichts berufen.

## Schriften (Auswahl)
- Die subjektiven Grenzen der Rechtskraft bei der Prozeßstandschaft. Heymann, Köln 1992, ISBN 3-452-22122-9 (Dissertation).
- Rechtsgeschäftliche Verfügungsbeschränkungen. Mohr Siebeck, Tübingen 1998, ISBN 3-16-146881-3 (Habilitationsschrift).
- Sachenrecht. Mohr Siebeck, Tübingen 2006 (2. Aufl.; zusammen mit Wolfgang Brehm). ISBN 978-3-16-148915-0.
- Zwangsvollstreckungs- und Insolvenzrecht. Beck, München 2007 (22. Aufl. des bis zur 21. Aufl. von Othmar Jauernig betreuten Lehrbuchs), ISBN 978-3-406-55198-7.
- Jauernig (Hrsg.), Bürgerliches Gesetzbuch. Beck, München 2007 (12. Aufl.), Kommentierung §§ 433–480 (Kauf), §§ 1297–1921 (Familienrecht), ISBN 978-3-406-55819-1.